# Corsica Coachworks
Corsica Coachworks war ein britischer Hersteller von Automobilkarosserien, der in der Zeit zwischen den Weltkriegen individuelle Aufbauten für Oberklassefahrzeuge produzierte. Die Karosserien von Corsica waren üblicherweise deutlich preiswerter als die der meisten Konkurrenzunternehmen.

## Unternehmensgeschichte

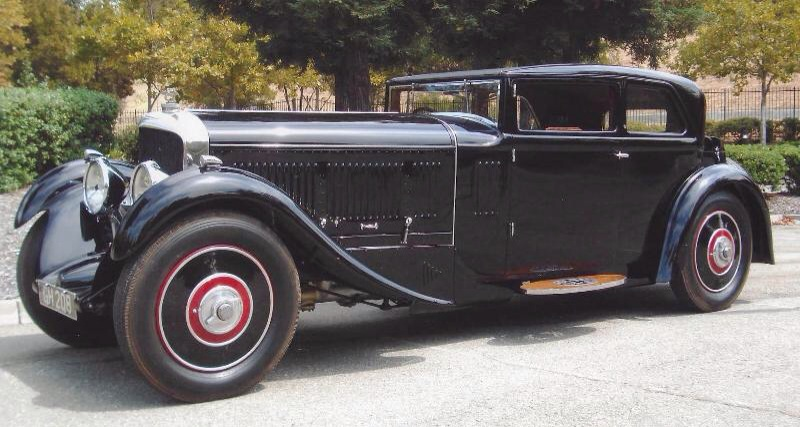
Bentley Speed Six mit Corsica-Karosserie (1930)

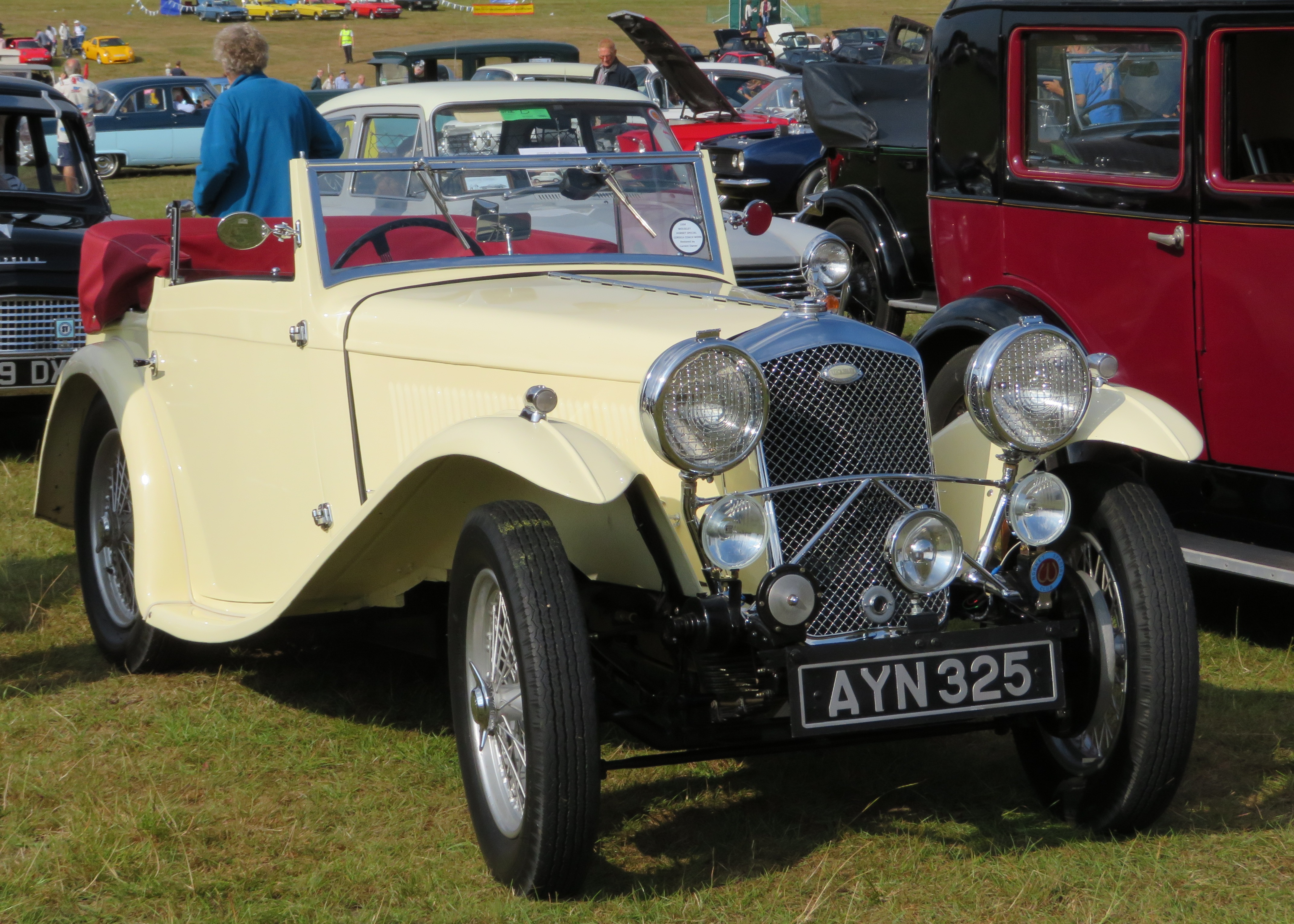
Wolseley Hornet mit Corsica-Karosserie (1934)

Corscia Coachworks wurde 1920 gegründet. Seine Leiter waren Charles Stammers und seine Schwager Joseph und Robert Lee. Der Name des Unternehmens bezog sich auf die Corsica Street, einen Straßenzug im Londoner Ortsteil Islington, an dem es seinen ersten Sitz hatte. Nach wenigen Jahren verzog das Unternehmen nach Cricklewood, behielt aber den inzwischen etablierten Namen bei. Corsica Coachworks war während seiner gesamten Existenz ein kleiner Betrieb, der selbst zu seinen besten Zeiten nicht mehr als 20 Mitarbeiter hatte.
Von Beginn an bot Corsica individuell gestaltete Aufbauten für britische und europäische Oberklassemarken an. Eine Besonderheit des Unternehmens war der Umstand, dass es aus Kostengründen keine Designer beschäftigte. Die Gestaltung der Aufbauten richtete sich weitestgehend nach den Wünschen der Kunden. Erste Skizzen, die in Absprache mit den Kunden erstellt wurden, setzten freiberuflich tätige technische Zeichner um. Corsicas Spengler fertigten danach die Karosserieteile, die jedenfalls zeitweise von Subunternehmern in Auftragsarbeit mit dem jeweiligen Chassis verbunden wurden. Auf diese Weise hielt Corsica die Produktionskosten gering. Zugleich war das Unternehmen in der Lage, nahezu jeden Kundenwunsch umzusetzen.
Zum Produktionsumfang in den 1920er-Jahren ist wenig bekannt; es gibt allerdings Hinweise auf einige Bentley-Aufbauten, die bei Corsica entstanden sein sollen. Erst zu Beginn der 1930er-Jahre wurde Corsica einer breiteren Öffentlichkeit bekannt. Auslöser war die Ausstellung eines Daimler Double Six, den Corsica mit einer sehr flachen Sportwagenkarosserie versehen hatte. Ähnlich konzipierte Aufbauten folgten auf Chassis von Bentley und Bugatti. Ab Mitte der 1930er-Jahre kleidete Corsica mindestens 14 Chassis des Bugatti Type 57; einige von ihnen zeichneten sich durch Aufsehen erregende, flache Aufbauten aus. Daneben entstanden Karosserien für Alfa Romeo, British Salmson, Frazer Nash, Humber, Lea-Francis, Rolls-Royce und Wolseley.
Mit dem Ausbruch des Zweiten Weltkriegs stellte Corsica den Betrieb ein. Nach Kriegsende wurde die Produktion nicht wieder aufgenommen. Einige ehemalige Corsica-Mitarbeiter engagierten sich später in dem Betrieb Coachwork FLM Panelcraft. Der Name Corsica wurde 1996 noch einmal für ein Showcar von Jaguar verwendet. Zum 100. Jubiläum der Jaguar-Marke Daimler präsentierte das Unternehmen ein viersitziges Cabriolet auf der Basis des damals aktuellen Jaguar XJ, das als Daimler Corsica bezeichnet wurde. Eine Serienproduktion kam nicht zustande.